# Ermita de San Miguel (Benifairó de la Valldigna)
La Ermita de San Miguel o Ermita Malet es una pequeña capilla situada cerca de la carretera CV-602, junto al barranco Malet, en el municipio de Benifairó de la Valldigna. Es Bien de Relevancia Local con identificador número 46.25.059-009.
Esta capilla se halla sobre un pequeño espolón rocoso junto a la carretera que une el pueblo con la de Tabernes de Valldigna a Alcira, rodeada por una zona de pinada, donde se ha habilitado una zona de esparcimiento.
El edificio es un simple casalicio de planta cuadrada, construido en piedra y ladrillo, de aproximadamente dos metros de lado y cubierto por un tejado piramidal con faldones, rematado con una bola de piedra. En los muros laterales tiene sendas ventanas con rejas, al tiempo que en la fachada hay una gran puerta de reja metálica como entrada.
En el interior hay un retablo de azulejos fechado en 1985 que representa a San Miguel y a los Santos de la Piedra, Abdón y Senén. Esa es toda la decoración de la ermita.